# عدنان کوستوویچ
عدنان کوستوویچ (انگلیسی: Adnan Čustović؛ زادهٔ ۱۶ آوریل ۱۹۷۸) بازیکن فوتبال بازنشسته و مربی کنونی اهل بوسنی و هرزگوین است.
از باشگاه‌هایی که در آن بازی کرده‌است می‌توان به باشگاه فوتبال استاد لاوالوا، باشگاه فوتبال لو آور، باشگاه فوتبال خنت، باشگاه ورزشی بیرشات، رویال اکسل موکرون، و باشگاه ورزشی آمیان اشاره کرد.
وی همچنین در تیم ملی فوتبال بوسنی و هرزگوین بازی کرده‌است.